# Sárosújlak
Sárosújlak (1899-ig Uják, szlovákul: Údol, ukránul Udol) község Szlovákiában, az Eperjesi kerület Ólublói járásában.

## Fekvése
Ólublótól 11 km-re keletre, a Poprád bal oldalán fekszik.

## Története
1349-ben említik először a palocsai uradalom részeként. 1427-ben „Wyak” néven szerepel, abban az időben 32 portája volt, mellyel a nagyobb falvak közé számított. A 14. századtól a 16. századig a palocsai uradalom része volt. Az elnéptelenedő települést a 16. században a soltészjog alapján ruszinokkal telepítették be. 1600-ban a soltész házán kívül 17 lakott háza volt. 1755-ben a falu leégett. 1787-ben 61 háza állt.
A 18. század végén Vályi András így ír róla: „UJAK. Tót falu Sáros Várm. földes Ura B. Palocsai Uraság, lakosai többfélék, fekszik Palocsához közel, és annak filiája; határja középszerű.”
1828-ban 88 háza volt.
Fényes Elek 1851-ben kiadott geográfiai szótárában így ír a faluról: „Ujlak, Sáros v. orosz falu, Palocsához észak-nyugotra 1/2 mfld, 27 romai, 620 g. kath., lak. Gör. kath. paroch. templom. Határa hegyes, sziklás, sovány. F. u. b. Palocsai-Horváth.”
1867-ben kolerajárvány pusztított. A trianoni diktátum előtt Sáros vármegye Héthársi járásához tartozott.
Az első világháborút követően lakosai közül sokan az Egyesült Államokba és Kanadába vándoroltak ki.

## Népessége
| Év:            | 1994. | 2004.   | 2014.   | 2024.   |
| -------------- | ----- | ------- | ------- | ------- |
| Emberek száma: | 459   | 417     | 396     | 367     |
| Eltérés:       |       | -9,15 % | -5,03 % | -7,32 % |

| Év:            | 2023. | 2024.   |
| -------------- | ----- | ------- |
| Emberek száma: | 370   | 367     |
| Eltérés:       |       | -0,81 % |

1910-ben 490, túlnyomórészt ruszin lakosa volt.
2001-ben 431 lakosából 237 szlovák, 121 ruszin és 41 ukrán volt.

2011-ben 406 lakosából 185 ruszin, 182 szlovák és 23 ukrán.
| Lakosok száma | 490  | 431  | 406  | 371  | 367  |
|               | 1910 | 2001 | 2011 | 2021 | 2024 |

## Nevezetességei
- Szent Demeter vértanú tiszteletére szentelt görögkatolikus temploma 1866-ban épült.

## Híres emberek
- Itt élt Irena Nevická (1886–1966) ruszin-ukrán írónő, az ukrán nőmozgalom nagy egyénisége, az ukrán kulturális megújulás harcosa.